# Fortune Global 500
Fortune Global 500 còn được gọi là Global 500 là một bảng xếp hạng hàng năm của 500 công ty, tập đoàn hàng đầu trên toàn thế giới tính theo doanh số. Danh sách này được biên soạn và xuất bản hàng năm bởi tạp chí Fortune.
Cho đến năm 1989, nó liệt kê không chỉ đối với các tập đoàn công nghiệp của Mỹ mà còn nhiều các công ty tập đoàn khác trên thế giới dưới cái tên"International 500", trong khi Fortune 500 hoạt động vẫn còn mang tính ủng hộ các tập đoàn của Mỹ hơn. Năm 1990, các công ty Mỹ đã được thêm vào danh sách để biên soạn một danh sách mang tính toàn cầu thực sự về các tập đoàn công nghiệp hàng đầu thế giới theo xếp hạng về doanh số bán hàng. Từ năm 1995, danh sách đã có hình thức như hiện tại, danh sách cũng bao gồm cả các tập đoàn tài chính và các nhà cung cấp dịch vụ hàng đầu.
Từ năm 2001 đến 2012, đã có thay đổi đáng kể trong sự phân bố địa lý của các công ty trong bảng xếp hạng Global 500. Cụ thể, số công ty, tập đoàn tại Bắc Mỹ đã giảm từ 215 năm 2001 xuống chỉ còn 144 trong năm 2011, trong khi đóng góp của châu Á dựa trong bảng xếp hạng này đã tăng nhanh từ 116 vào năm 2001 lên 188 vào năm 2012. Con số này ở châu Âu tăng nhẹ từ từ 158 lên 160 trong thập kỷ trở lại đây.

## Danh sách năm 2022
Sau đây là danh sách 10 công ty hàng đầu năm 2022.
| Vị trí | Công ty                              | Quốc gia    | Công nghiệp                | Doanh thu (USD) |
| ------ | ------------------------------------ | ----------- | -------------------------- | --------------- |
| 1      | Walmart                              | Hoa Kỳ      | Bán lẻ                     | $572.8 billion  |
| 2      | Amazon                               | Hoa Kỳ      | Dịch vụ Internet và Bán lẻ | $469.8 billion  |
| 3      | Tập đoàn lưới điện Trung Quốc        | Trung Quốc  | Năng lượng                 | $460.6 billion  |
| 4      | Tập đoàn Dầu khí Quốc gia Trung Quốc | Trung Quốc  | Dầu khí                    | $411.7 billion  |
| 5      | Sinopec                              | Trung Quốc  | Dầu khí                    | $401.3 billion  |
| 6      | Saudi Aramco                         | Ả Rập Xê Út | Năng lượng                 | $400.4 billion  |
| 7      | Apple                                | Hoa Kỳ      | Công nghệ                  | $365.8 billion  |
| 8      | Volkswagen                           | Đức         | Ô tô                       | $295.8 billion  |
| 9      | Tổng Công ty Xây dựng Trung Quốc     | Trung Quốc  | Kỹ thuật xây dựng          | $293.7 billion  |
| 10     | CVS Health                           | Hoa Kỳ      | Chăm sóc sức khoẻ          | $292.1 billion  |

### Theo quốc gia
Dưới đây là danh sách 10 quốc gia có số lượng các công ty, tập đoàn nhiều nhất trong số 500 công ty tập đoàn lớn nhất thế giới theo doanh số.
| Vị trí | Quốc gia       | Số công ty |
| ------ | -------------- | ---------- |
| 1      | Trung Quốc     | 145        |
| 2      | Hoa Kỳ         | 124        |
| 3      | Nhật Bản       | 47         |
| 4      | Đức            | 28         |
| 5      | Pháp           | 25         |
| 6      | United Kingdom | 18         |
| 7      | Hàn Quốc       | 16         |
| 8      | Thụy Sĩ        | 14         |
| 9      | Hà Lan         | 12         |
| 10     | Canada         | 11         |

### Lợi nhuận
Đây là danh sách 10 công ty có lợi nhuận lớn nhất thế giới được công bố vào ngày 8 tháng 7 năm 2014. Danh sách này dựa trên kết thúc năm tài chính của công ty trước hoặc vào ngày 31 tháng 3 năm 2014.
| Vị trí | Công ty                          | Quốc gia   | Lợi nhuận (USD) |
| ------ | -------------------------------- | ---------- | --------------- |
| 1      | Vodafone Group                   | Anh Quốc   | $94,1 tỷ        |
| 2      | Fannie Mae                       | Hoa Kỳ     | $84 tỷ          |
| 3      | Freddie Mac                      | Hoa Kỳ     | $48,7 tỷ        |
| 4      | Ngân hàng Công thương Trung Quốc | Trung Quốc | $42,7 tỷ        |
| 5      | Apple                            | Hoa Kỳ     | $37 tỷ          |
| 6      | Gazprom                          | Nga        | $35,8 tỷ        |
| 7      | Ngân hàng Xây dựng Trung Quốc    | Trung Quốc | $34,9 tỷ        |
| 8      | ExxonMobil                       | Hoa Kỳ     | $32,6 tỷ        |
| 9      | Samsung Electronics              | Hàn Quốc   | $27,2 tỷ        |
| 10     | Ngân hàng Nông nghiệp Trung Quốc | Trung Quốc | $27,1 tỷ        |